# Ayguatébia-Talau
Ayguatébia-Talau (prononcer [aiɡwatebja talo] ; en catalan: Aiguatèbia i Talau) est une commune française créée en 1983, située dans l'ouest du département des Pyrénées-Orientales (région Occitanie). Sur le plan historique et culturel, la commune est dans le pays de Conflent, correspondant à l'ensemble des vallées pyrénéennes qui « confluent » avec le lit creusé par la Têt entre Mont-Louis et Rodès.
Exposée à un climat de montagne, elle est drainée par la rivière de Cabrils, la rivière de Caudiès, la rivière de Poujols et par divers autres petits cours d'eau. Incluse dans le parc naturel régional des Pyrénées catalanes, la commune possède un patrimoine naturel remarquable : deux sites Natura 2000 (le « massif du Madres-Coronat » et le « massif de Madres-Coronat ») et une zone naturelle d'intérêt écologique, faunistique et floristique.
Ayguatébia-Talau est une commune rurale qui compte 44 habitants en 2022, après avoir connu un pic de population de 556 habitants en 1836. Ses habitants sont appelés les Carraillols ou 0.

## Géographie

### Localisation
La commune d'Ayguatébia-Talau se trouve dans le département des Pyrénées-Orientales, en région Occitanie.
Elle se situe à 60 km à vol d'oiseau de Perpignan, préfecture du département, et à 20 km de Prades, sous-préfecture.
Les communes les plus proches sont : 
Railleu (1,5 km), Caudiès-de-Conflent (2,0 km), Sansa (3,4 km), Matemale (5,6 km), Oreilla (5,9 km), Thuès-Entre-Valls (6,3 km), Canaveilles (6,7 km), Fontpédrouse (6,8 km).
Sur le plan historique et culturel, Ayguatébia-Talau fait partie de la région de Conflent, héritière de l'ancien comté de Conflent et de la viguerie de Conflent. Ce pays correspond à l'ensemble des vallées pyrénéennes qui « confluent » avec le lit creusé par la Têt entre Mont-Louis, porte de la Cerdagne, et Rodès, aux abords de la plaine du Roussillon.
|                     | Railleu          | Oreilla                     |
| Caudiès-de-Conflent | Ayguatébia-Talau | Olette (par un quadripoint) |
| La Llagonne         | Sauto            | Canaveilles                 |

Situation de la commune (en vert) relativement au département.
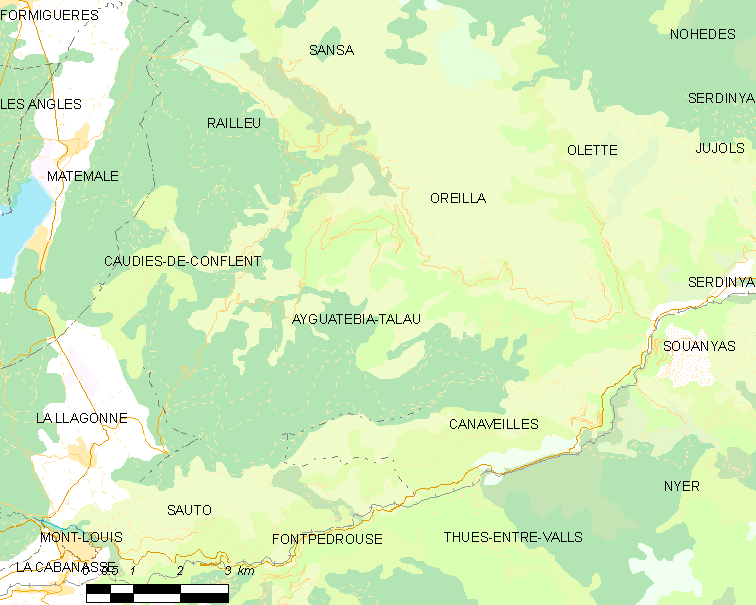
Situation de la commune.

### Géologie
La commune d'Ayguatébia avait une superficie de 1 888 hectares et celle de Talau de 1 080 hectares. La superficie de la commune d'Ayguatébia-Talau, née de leur fusion, est de 2 968 hectares. L'altitude d'Ayguatébia-Talau varie entre 720 mètres et 2 030 mètres. Le village d'Ayguatébia est à une altitude de 1 335 m et celui de Talau de 1 328 m.
Ayguatébia-Talau présente peu de verdure, si ce n'est la forêt domaniale de Clavera, ainsi que celle des Llançades, au sud, là où se trouvent également les plus hauts sommets : la Tossa d'en Maig (2 034 m), le pic de Figuema (2 032 m), le pic de Clavera (1 995 m) et au nord-ouest, le pic de la Soucarade, qui culmine à 2 006 mètres.[réf. nécessaire]

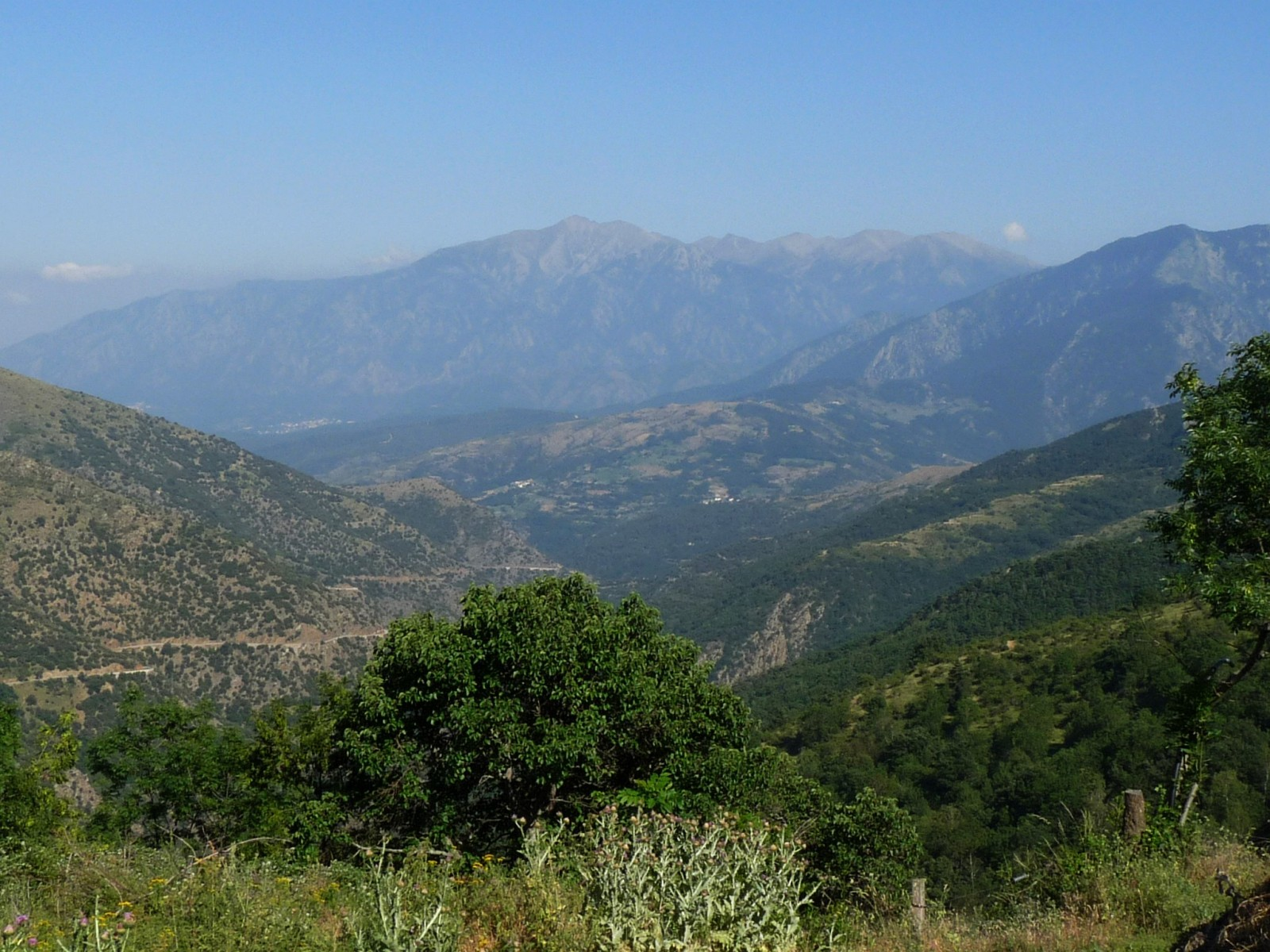
Vue depuis Talau : les Garrotxes au premier plan et le massif du Canigou au fond.

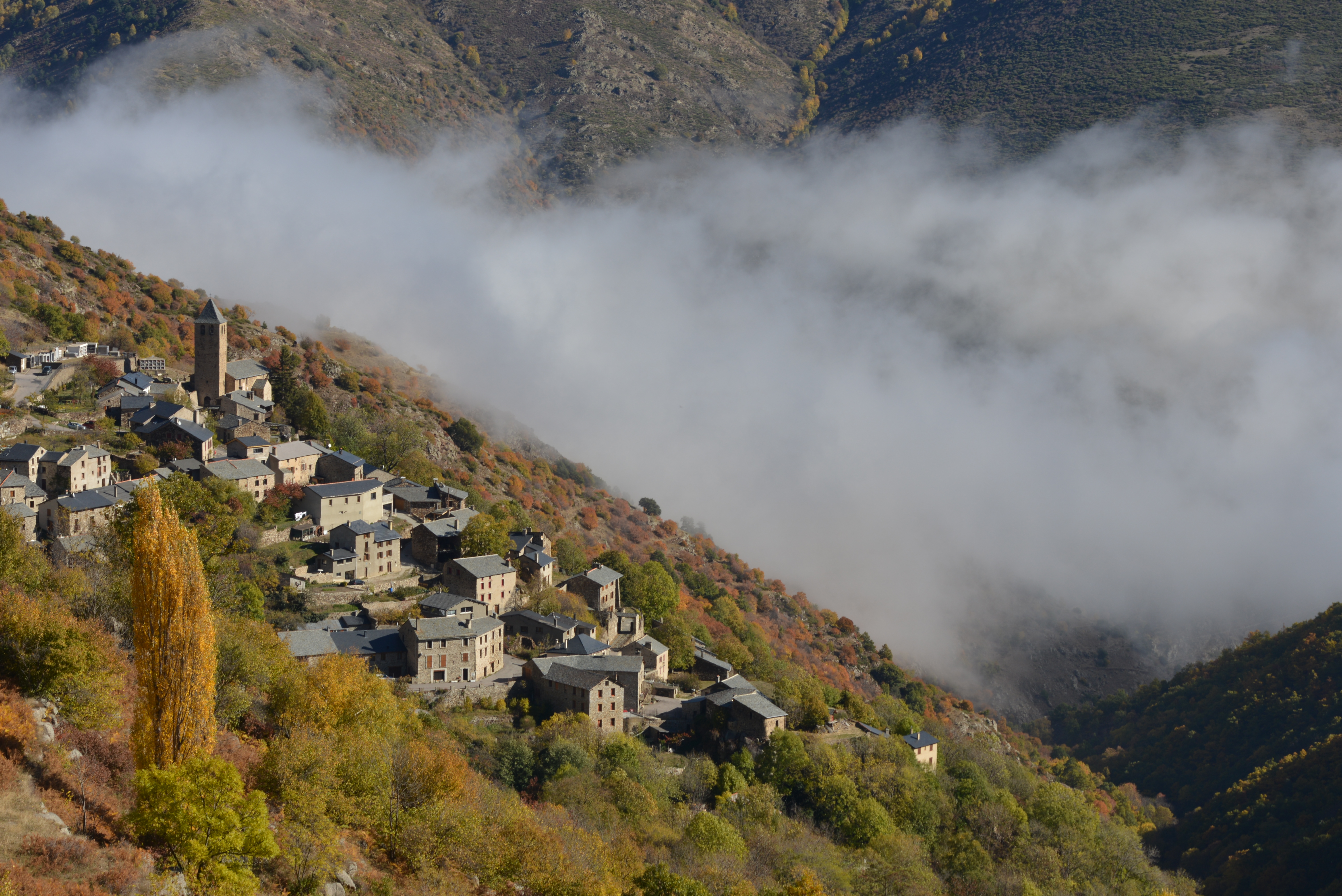
Vue d'Ayguatébia en automne

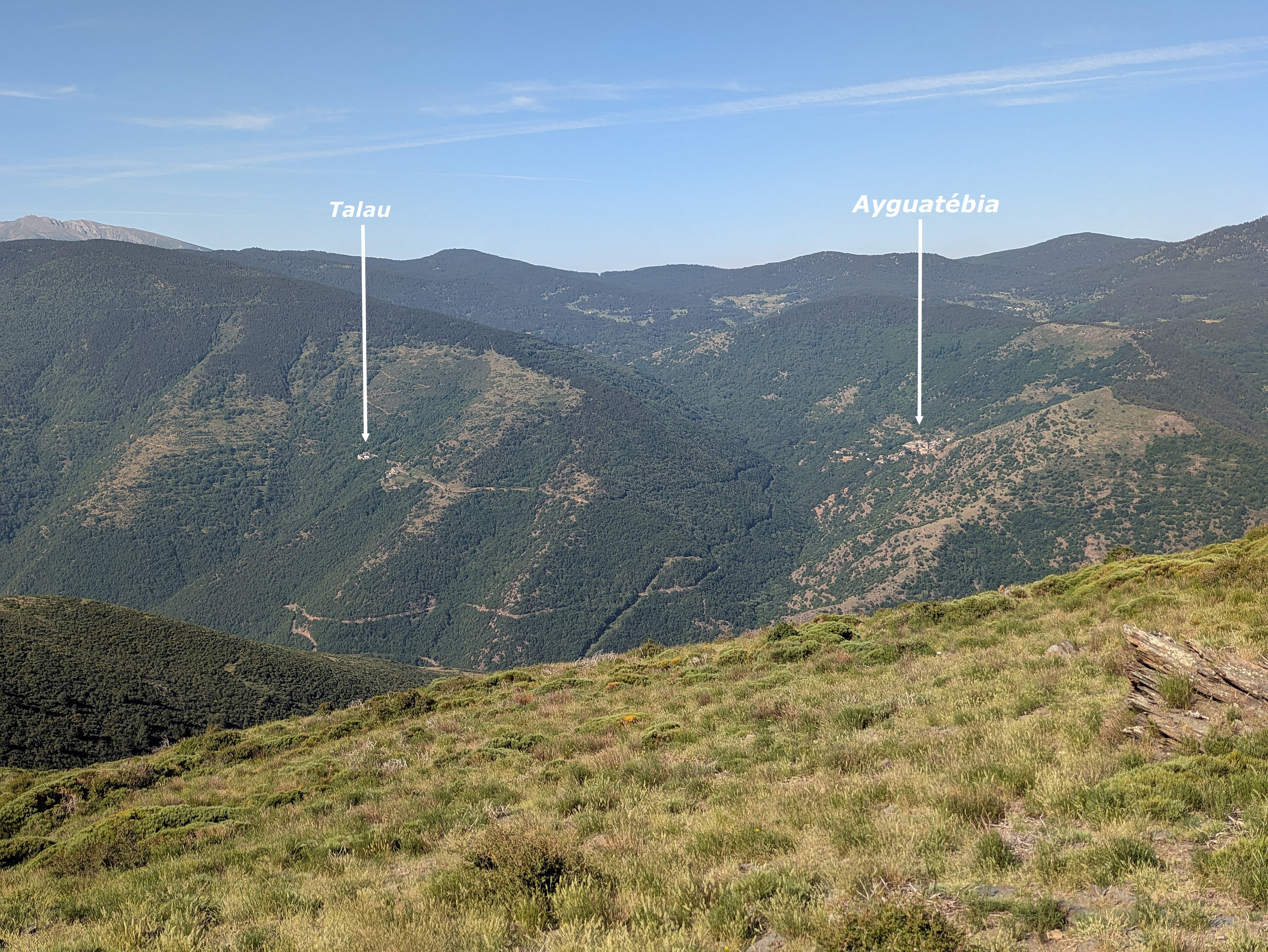
Le village d'Ayguatébia et le hameau de Talau.

La commune est classée en zone de sismicité 4, correspondant à une sismicité moyenne.

### Hydrographie
La commune est arrosée par les rivières Cabrils et Pujols.

### Climat
Pour des articles plus généraux, voir Climat de l'Occitanie et Climat des Pyrénées-Orientales.
En 2010, le climat de la commune est de type climat des marges montargnardes, selon une étude du CNRS s'appuyant sur une série de données couvrant la période 1971-2000. En 2020, Météo-France publie une typologie des climats de la France métropolitaine dans laquelle la commune est exposée à un climat de montagne ou de marges de montagne et est dans la région climatique Pyrénées orientales, caractérisée par une faible pluviométrie, un très bon ensoleillement (2 600 h/an), un air sec, particulièrement en hiver et peu de brouillards.
Pour la période 1971-2000, la température annuelle moyenne est de 8,9 °C, avec une amplitude thermique annuelle de 14,2 °C. Le cumul annuel moyen de précipitations est de 824 mm, avec 7,2 jours de précipitations en janvier et 5,9 jours en juillet. Pour la période 1991-2020, la température moyenne annuelle observée sur la station météorologique la plus proche, située sur la commune de Formiguères à 8 km à vol d'oiseau, est de 7,6 °C et le cumul annuel moyen de précipitations est de 737,3 mm,. Pour l'avenir, les paramètres climatiques de la commune estimés pour 2050 selon différents scénarios d’émission de gaz à effet de serre sont consultables sur un site dédié publié par Météo-France en novembre 2022.

### Milieux naturels et biodiversité

#### Espaces protégés
La protection réglementaire est le mode d’intervention le plus fort pour préserver des espaces naturels remarquables et leur biodiversité associée,.
Dans ce cadre, la commune fait partie.
Un  espace protégé est présent sur la commune : 
le parc naturel régional des Pyrénées catalanes, créé en 2004 et d'une superficie de 139 062 ha, qui s'étend sur 66 communes du département. Ce territoire s'étage des fonds maraîchers et fruitiers des vallées de basse altitude aux plus hauts sommets des Pyrénées-Orientales en passant par les grands massifs de garrigue et de forêt méditerranéenne,.

#### Réseau Natura 2000

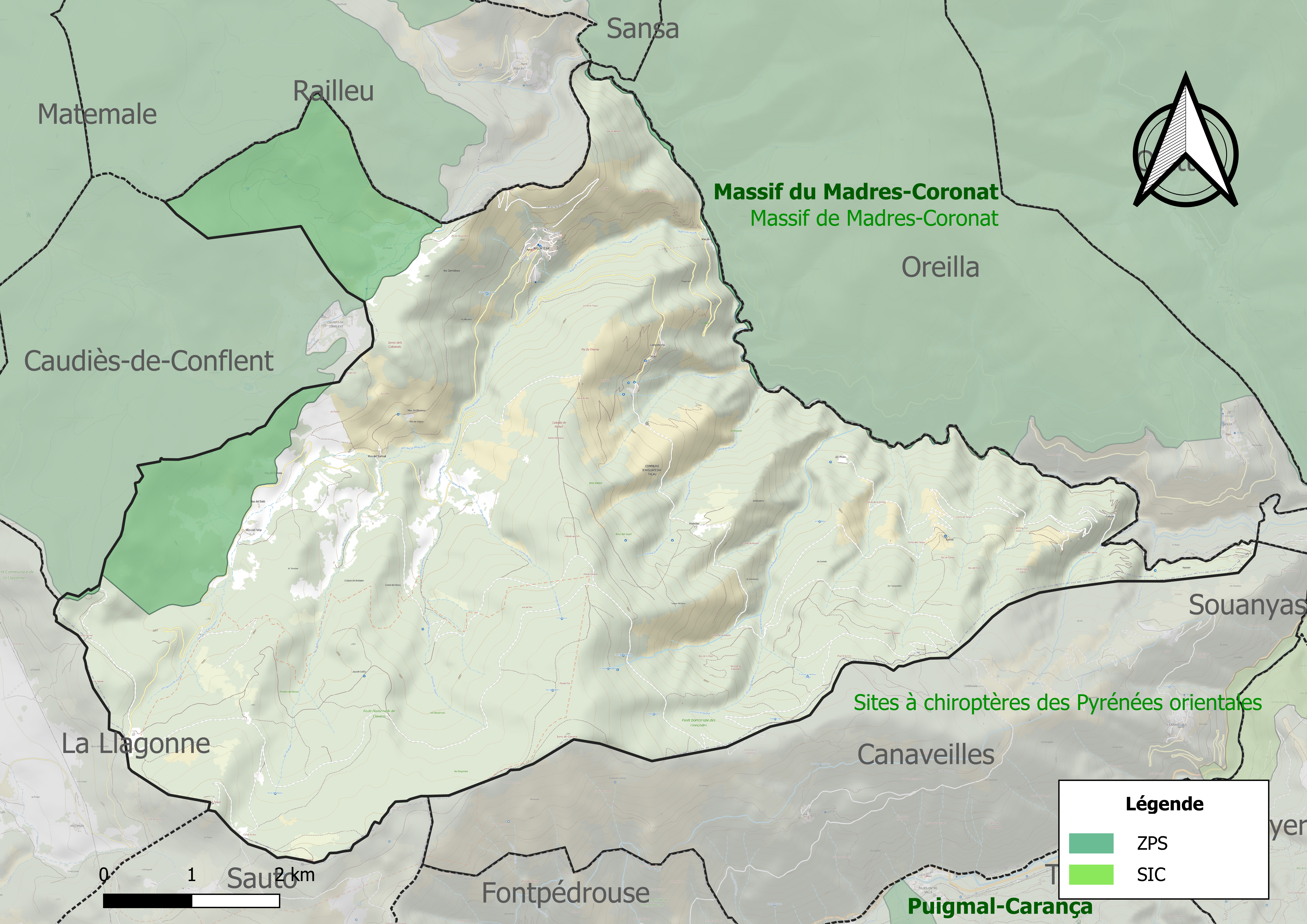
Site Natura 2000 sur le territoire communal.

Le réseau Natura 2000 est un réseau écologique européen de sites naturels d'intérêt écologique élaboré à partir des directives habitats et oiseaux, constitué de zones spéciales de conservation (ZSC) et de zones de protection spéciale (ZPS).
Un site Natura 2000 a été défini sur la commune au titre de la directive habitats.
- le « massif de Madres-Coronat », d'une superficie de 21 363 ha, offre une multitude de faciès de végétation avec aussi bien des garrigues supra-méditerranéennes, des pinèdes à Pin sylvestre ou à Pin à crochet, que des hêtraies pures ou des hêtraies-sapinières, des landes à Genêt purgatif ou à Rhododendron, ou encore des pelouses alpines[23] et  au titre de la directive oiseaux[22],
- le « massif du Madres-Coronat », d'une superficie de 21 396 ha, présente un fort intérêt écologique pour 17 espèces inscrites à l'annexe I de la directive oiseaux, dont le Gypaète barbu[24].

#### Zones naturelles d'intérêt écologique, faunistique et floristique

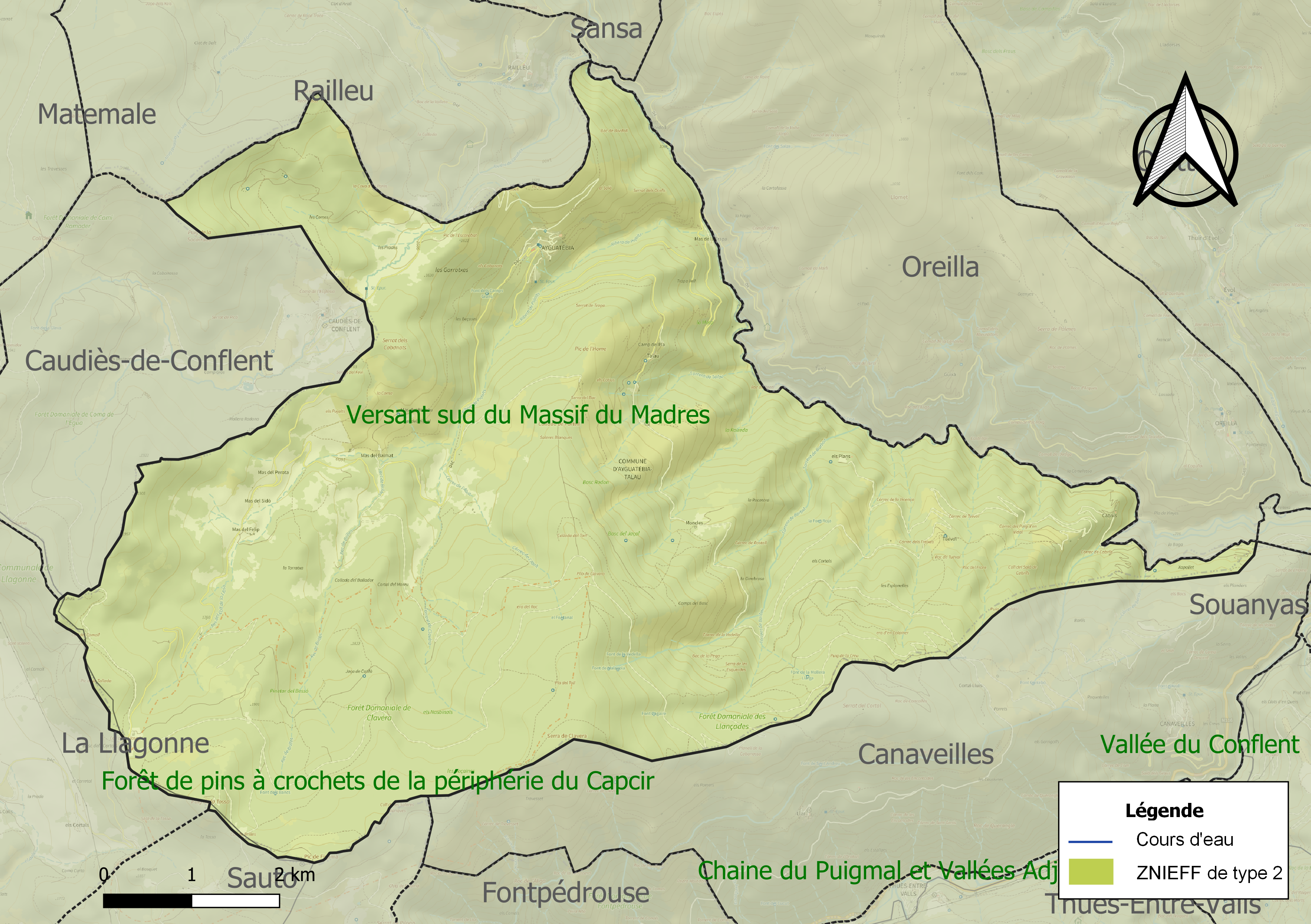
Carte de la ZNIEFF de type 2 localisée sur la commune.

L’inventaire des zones naturelles d'intérêt écologique, faunistique et floristique (ZNIEFF) a pour objectif de réaliser une couverture des zones les plus intéressantes sur le plan écologique, essentiellement dans la perspective d’améliorer la connaissance du patrimoine naturel national et de fournir aux différents décideurs un outil d’aide à la prise en compte de l’environnement dans l’aménagement du territoire.
Une ZNIEFF de type 2 est recensée sur la commune :
le « versant sud du massif du Madres » (27 267 ha), couvrant 27 communes du département.

## Urbanisme

### Typologie
Au 1er janvier 2024, Ayguatébia-Talau est catégorisée commune rurale à habitat très dispersé, selon la nouvelle grille communale de densité à sept niveaux définie par l'Insee en 2022.
Elle est située hors unité urbaine et hors attraction des villes,.

### Occupation des sols
L'occupation des sols de la commune, telle qu'elle ressort de la base de données européenne d’occupation biophysique des sols Corine Land Cover (CLC), est marquée par l'importance des forêts et milieux semi-naturels (100 % en 2018), une proportion identique à celle de 1990 (100 %). La répartition détaillée en 2018 est la suivante : 
forêts (69,4 %), milieux à végétation arbustive et/ou herbacée (30,6 %). L'évolution de l’occupation des sols de la commune et de ses infrastructures peut être observée sur les différentes représentations cartographiques du territoire : la carte de Cassini (XVIIIe siècle), la carte d'état-major (1820-1866) et les cartes ou photos aériennes de l'IGN pour la période actuelle (1950 à aujourd'hui).

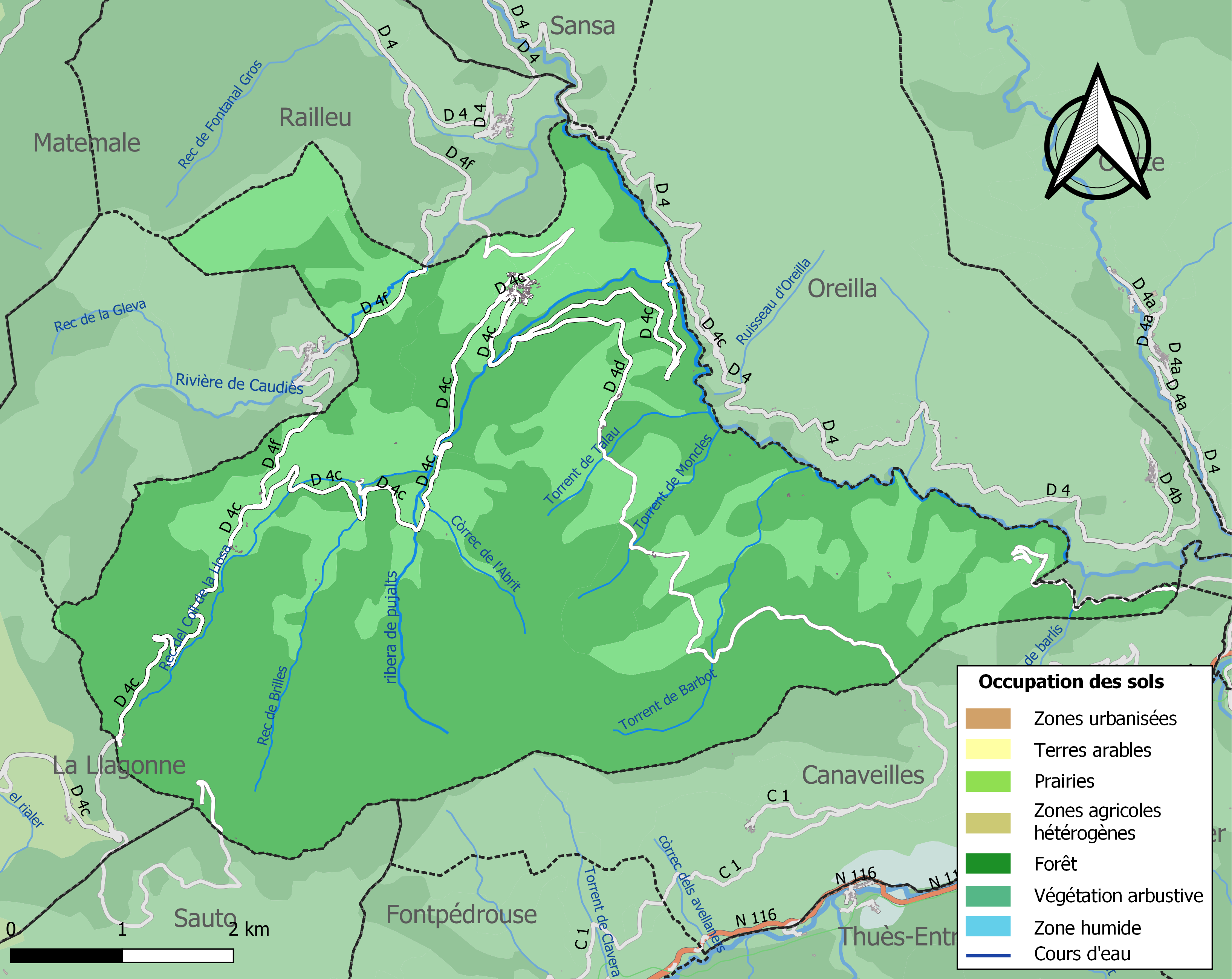
Carte des infrastructures et de l'occupation des sols de la commune en 2018 (CLC).

### Voies de communication et transports
La route D 4C traverse la commune du sud-ouest vers le nord-est, en provenance de La Llagonne et en direction de la D 4, qui permet alors de rejoindre Railleu ou Oreilla.

### Risques majeurs
Le territoire de la commune d'Ayguatébia-Talau est vulnérable à différents aléas naturels : inondations, climatiques (grand froid ou canicule), feux de forêts, mouvements de terrains, avalanche  et séisme (sismicité moyenne). Il est également exposé à un risque particulier, le risque radon,.

#### Risques naturels

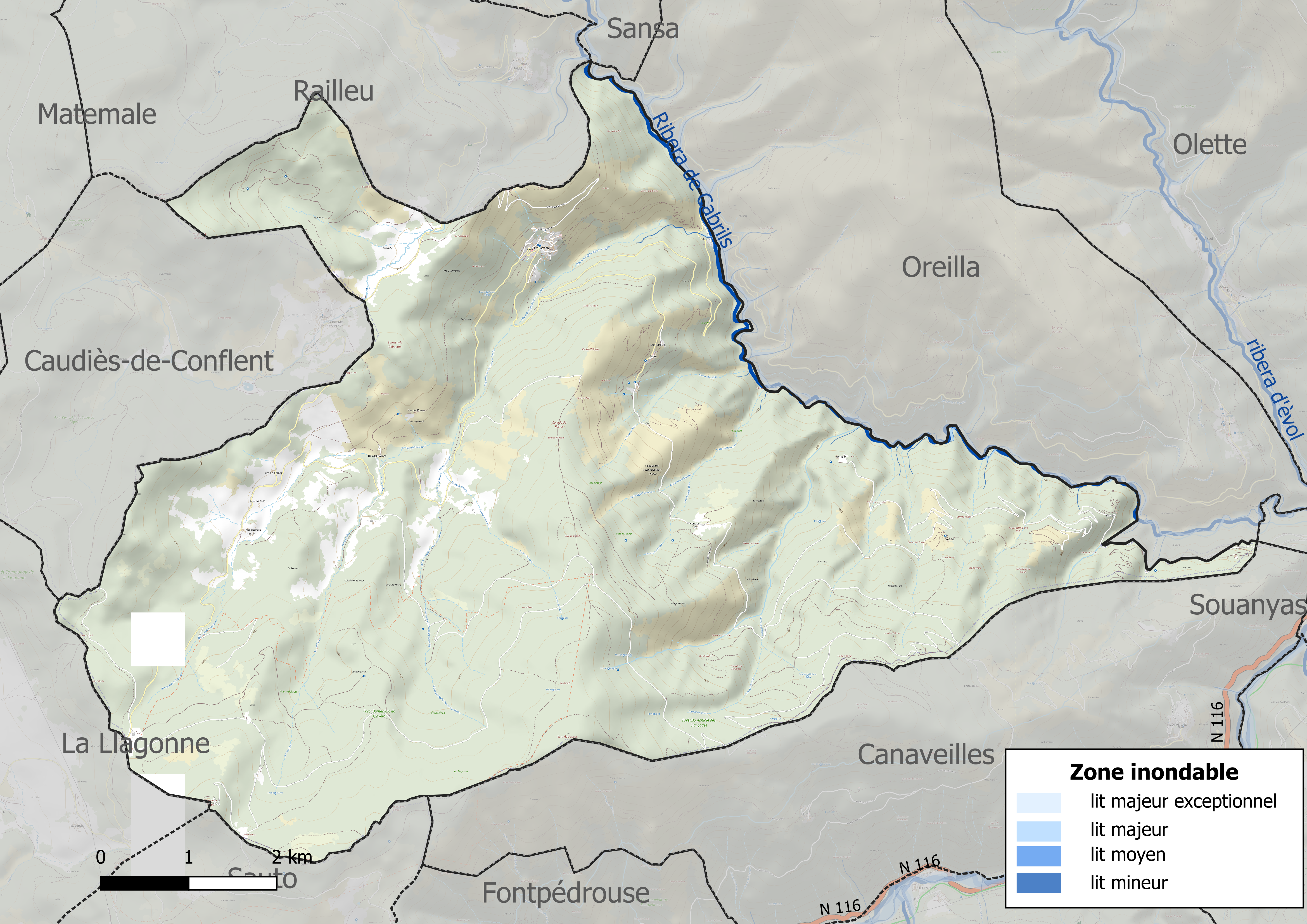
Zones inondables de la commune d'Ayguatébia-Talau.

Certaines parties du territoire communal sont susceptibles d’être affectées par le risque d’inondation par crue torrentielle de cours d'eau du bassin de la Têt.
Les mouvements de terrains susceptibles de se produire sur la commune sont soit des glissements de terrains, soit des chutes de blocs.

#### Risque particulier
Dans plusieurs parties du territoire national, le radon, accumulé dans certains logements ou autres locaux, peut constituer une source significative d’exposition de la population aux rayonnements ionisants. Toutes les communes du département sont concernées par le risque radon à un niveau plus ou moins élevé. Selon la classification de 2018, la commune d'Ayguatébia-Talau est classée en zone 3, à savoir zone à potentiel radon significatif.

## Toponymie
Formes anciennes

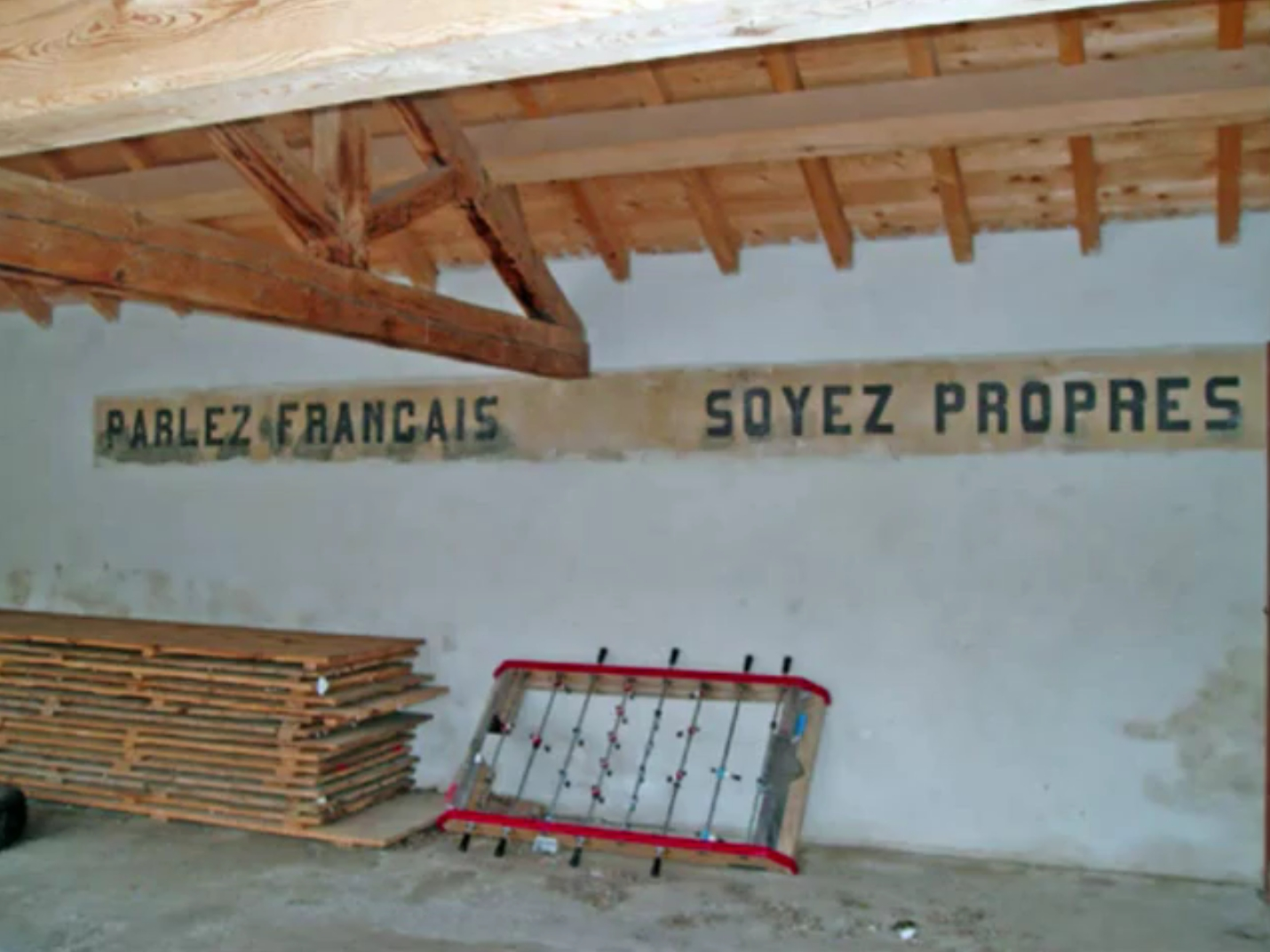
Incitation à ne pas parler catalan à l'école d'Ayguatébia-Talau.

Le nom d'Ayguatébia apparaît en 958, sous la forme d'Aqua tebeda. On trouve en suite Aquatepida en 959, Villa Aque tepida au XIe siècle, Aiguetevia en 1392, et Aiguetebia et Ayguatebia à partir du XVIIe siècle.
La graphie en catalan moderne est Aiguatèbia, mais la graphie traditionnelle, Ayguatèbia est recommandée.
Les différentes nominations de Talau sont Villa Talatio en 874, Talacho en 876 puis Talazo, Talaz, et Talaxo au Xe siècle, et enfin Talau à partir du XIIIe siècle,.
Dans les recensements de 1358, 1365, 1424, 1720 et 1767, le lieu est cité sous le nom de Vall de Feu. En 1789, figure la mention Laval delfeu, Talau et Moncels. La commune de Talau est dénommée La Vall del Feu à la création du département en 1790.
En catalan moderne, le nom de la commune est Aiguatèbia i Talau.
Étymologie
Le nom Ayguatébia provient de la locution bas-latine agua tebeda, signifiant « eau tiède ». Ce terme prend racine dans l'existence d'une source d'eau tiède sur le territoire de ce village.
Le nom de Talau vient sans doute d'une racine pré-latine, Tal ou Tala, désignant un front de colline ou un bord de falaise, et correspondant à l'emplacement du lieu, situé sur un plat dominant la vallée du Cabrils. Ce radical Tal suivi du suffixe -atium a donné Talatium, devenu Talatso à l'époque romane. Par la suite le -tium latin et le -ts roman ont évolué en w, processus courant en catalan, à l'instar par exemple de Palatium en Palau.

## Histoire
Ayguatébia fusionne avec Talau le 1er janvier 1983 pour former la nouvelle commune d'Ayguatébia-Talau par arrêté préfectoral du 22 décembre 1982.
La commune adhère à la Communauté de communes Capcir Haut-Conflent par arrêté préfectoral du 23 novembre 2006.

## Politique et administration

### Canton
En 1790, les communes d'Ayguatébia et de Talau sont toutes deux incluses dans le canton d'Olette, qu'elles ne quittent plus par la suite, y compris après la fusion des deux communes en 1983. À compter des élections départementales de 2015, la commune d'Ayguatébia-Talau rejoint le nouveau canton des Pyrénées catalanes.

### Liste des maires

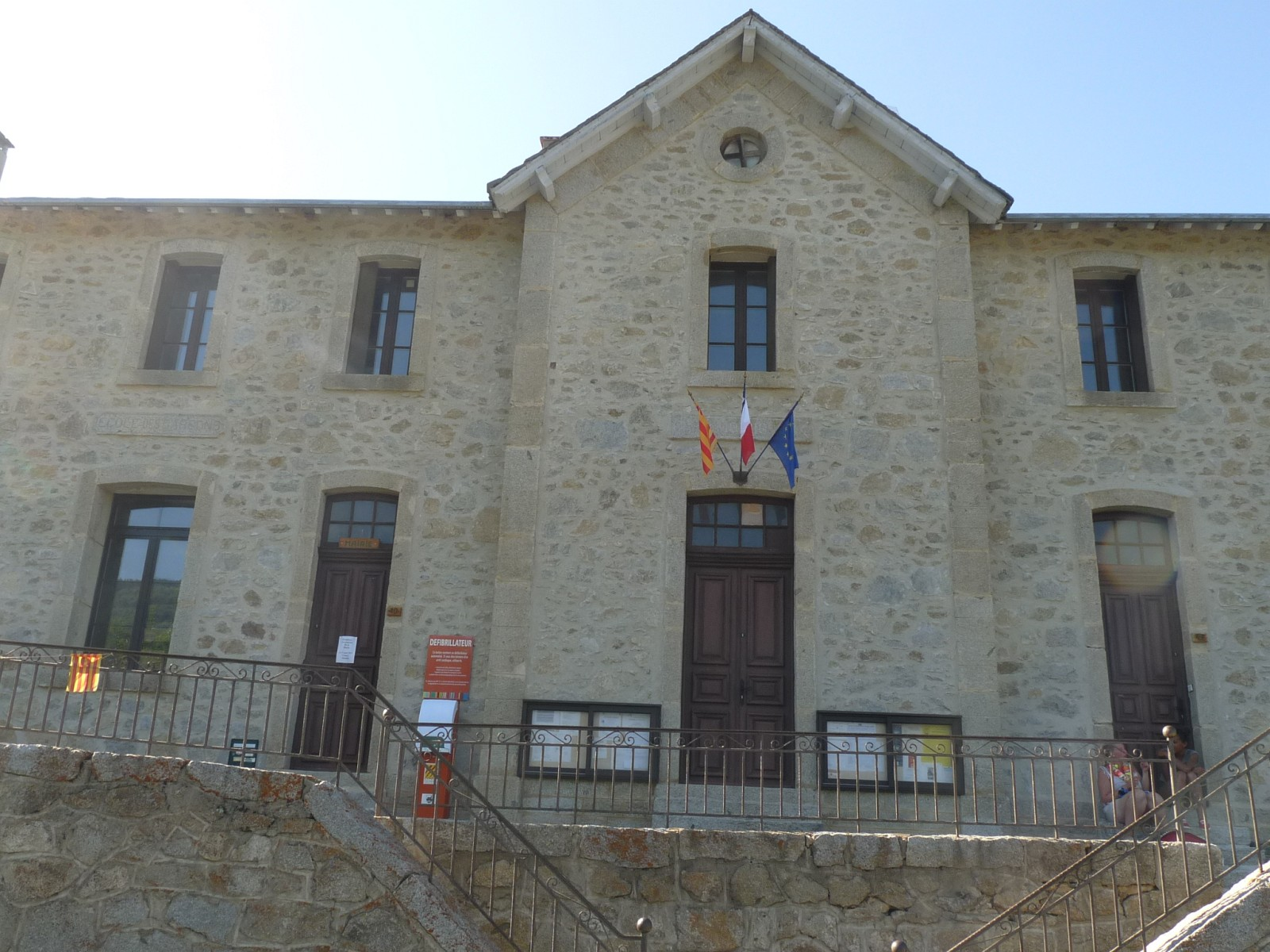
La mairie.

| Période       | Période       | Identité          | Étiquette | Qualité |
| ------------- | ------------- | ----------------- | --------- | ------- |
| mars 1983     | février 2011  | Lucien Mitjaville | DVG       |         |
| mars 2011     | novembre 2012 | Marc Rousset      | PCF       |         |
| novembre 2012 | mars 2014     | Lucien Mitjaville | DVG       |         |
| mars 2014     | En cours      | Georges Vicens    |           |         |

## Population et société

### Démographie
L'évolution du nombre d'habitants est connue à travers les recensements de la population effectués dans la commune depuis 1793. Pour les communes de moins de 10 000 habitants, une enquête de recensement portant sur toute la population est réalisée tous les cinq ans, les populations de référence des années intermédiaires étant quant à elles estimées par interpolation ou extrapolation. Pour la commune, le premier recensement exhaustif entrant dans le cadre du nouveau dispositif a été réalisé en 2007.

En 2022, la commune comptait 44 habitants, en évolution de +7,32 % par rapport à 2016 (Pyrénées-Orientales : +3,92 %, France hors Mayotte : +2,11 %).
| 1793 | 1800 | 1806 | 1821 | 1831 | 1836 | 1841 | 1846 | 1851 |
| ---- | ---- | ---- | ---- | ---- | ---- | ---- | ---- | ---- |
| 490  | 500  | 511  | 550  | 516  | 556  | 527  | 526  | 551  |

| 1856 | 1861 | 1866 | 1872 | 1876 | 1881 | 1886 | 1891 | 1896 |
| ---- | ---- | ---- | ---- | ---- | ---- | ---- | ---- | ---- |
| 537  | 554  | 547  | 519  | 525  | 509  | 506  | 454  | 448  |

| 1901 | 1906 | 1911 | 1921 | 1926 | 1931 | 1936 | 1946 | 1954 |
| ---- | ---- | ---- | ---- | ---- | ---- | ---- | ---- | ---- |
| 441  | 431  | 391  | 305  | 244  | 208  | 181  | 123  | 95   |

| 1962 | 1968 | 1975 | 1982 | 1990 | 1999 | 2006 | 2007 | 2012 |
| ---- | ---- | ---- | ---- | ---- | ---- | ---- | ---- | ---- |
| 42   | 32   | 23   | 21   | 45   | 46   | 45   | 45   | 44   |

| 2017 | 2022 | - | - | - | - | - | - | - |
| ---- | ---- | - | - | - | - | - | - | - |
| 38   | 44   | - | - | - | - | - | - | - |

En 2008, il y a environ 19 habitants à l'année, la plupart des gens viennent ici de façon saisonnière, dans leur résidence secondaire, ceci étant lié au climat rude et à la situation du village, mais également parce qu'il n'y a pas de travail dans ce village.
Jusqu'en 1982, la population recensée ne concerne que Ayguatébia. À partir de 1990, la population de Talau est prise en compte.
| selon la population municipale des années : | 1968 | 1975 | 1982 | 1990 | 1999 | 2006 | 2009 | 2013 |
| Rang de la commune dans le département      | 218  | 207  | 212  | 204  | 204  | 210  | 211  | 209  |
| Nombre de communes du département           | 232  | 217  | 220  | 225  | 226  | 226  | 226  | 226  |

### Enseignement
Il n'y a pas d'école à Ayguatébia-Talau.

### Manifestations culturelles et festivités
- Fête patronale : 1er août ;
- Fête communale : 1er novembre[49].

## Économie

### Emploi
|                | 2008   | 2013   | 2018   |
| -------------- | ------ | ------ | ------ |
| Commune        | 7,1 %  | 10,7 % | 0 %    |
| Département    | 10,3 % | 12,9 % | 13,3 % |
| France entière | 8,3 %  | 10 %   | 10 %   |

En 2018, la population âgée de 15 à 64 ans s'élève à 22 personnes, parmi lesquelles on compte 69,6 % d'actifs (69,6 % ayant un emploi et 0 % de chômeurs) et 30,4 % d'inactifs,. Depuis 2008, le taux de chômage communal (au sens du recensement) des 15-64 ans est inférieur à celui de la France et du département.
La commune est hors attraction des villes,. Elle compte 6 emplois en 2018, contre 3 en 2013 et 4 en 2008. Le nombre d'actifs ayant un emploi résidant dans la commune est de 16, soit un indicateur de concentration d'emploi de 38,7 % et un taux d'activité parmi les 15 ans ou plus de 44,4 %.
Sur ces 16 actifs de 15 ans ou plus ayant un emploi, 3 travaillent dans la commune, soit 19 % des habitants. Pour se rendre au travail, 81,3 % des habitants utilisent un véhicule personnel ou de fonction à quatre roues, 6,2 % s'y rendent en deux-roues, à vélo ou à pied et 12,5 % n'ont pas besoin de transport (travail au domicile).

### Activités
3 établissements sont implantés  à Ayguatébia-Talau au 31 décembre 2019.
Le secteur de la construction est prépondérant sur la commune puisqu'il représente 66,7 % du nombre total d'établissements de la commune (2 sur les 3 entreprises implantées  à Ayguatébia-Talau), contre 14,3 % au niveau départemental.
Aucune exploitation agricole ayant son siège dans la commune n'est recensée lors du recensement agricole de 2020 (cinq en 1988),.

## Culture locale et patrimoine

### Lieux et monuments
- L'église paroissiale Saint-Félix-et-Saint-Armengol d'Ayguatébia, église romane rebâtie au XVIIe siècle. Le Portail (vantaux compris) a été inscrit au titre des monuments historiques en 1967[53]. Plusieurs objets sont référencés dans la base Palissy (voir les notices liées)[53].
- Église Saint-Étienne de Talau, église romane.
- Église Saint-Michel des Plans, chapelle romane.
- Chapelle Saint-Gabriel de Cabrils.
- Tour de Cabrils
- La forêt domaniale de Clavera, parmi les plus importantes forêts de conifères en Conflent[8].
- Dolmen de la Portella, dolmen disparu.

### Personnalités liées à la commune
- Armengol d'Urgell (Xe siècle-1035) : évêque d'Urgell né à Ayguatébia et vénéré après sa mort comme saint Armengol ;
- Augustin Bourrat (1915-1986) : militaire français, compagnon de la Libération né à Ayguatébia-Talau.

### Héraldique
| Blason de Ayguatébia-Talau | Blason  | D’azur à l’église posée du un pont courbé de trois arches, le tout d’argent maçonné de sable, soutenu d’une rivière aussi d’azur mouvant dans la pointe. |
| Blason de Ayguatébia-Talau | Détails | Le statut officiel du blason reste à déterminer. |